# Willie B.

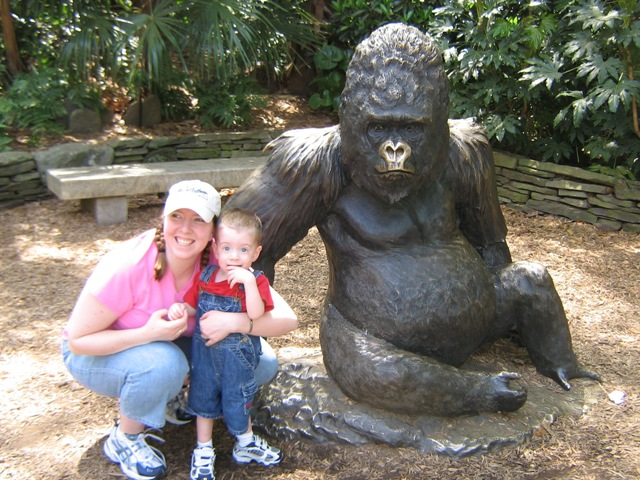
Statue von Willie B. im Zoo Atlanta

Willie B. (* 1958 in Afrika; † 2. Februar 2000 in Atlanta) war ein männlicher Westlicher Flachlandgorilla (Gorilla gorilla gorilla), der im Zoo Atlanta lebte. Dort war er eine der bekanntesten und beliebtesten Attraktionen. Mitunter wurde er als einer der berühmtesten Bewohner Atlantas betrachtet.

## Leben
Nach seiner Gefangennahme in Afrika kam Willie B. 1961 als Jungtier in den Zoo von Atlanta. Er wurde nach dem Bürgermeister der Stadt, William B. Hartsfield, benannt. Die nächsten 27 Jahre seines Lebens verbrachte er in einem Innengehege. Ab 1981 erhielt das apathische und unter Übergewicht leidende Tier ein Fernsehgerät, um seine Isolation zu reduzieren. Dem vorangegangen waren Beschwerden über die Zooleitung und die nicht artgerechte Tierhaltung. Der Zoo galt Anfang der 1980er Jahre als einer der schlechtesten Zoos der Vereinigten Staaten. Nach einer grundlegenden Restrukturierung des Zoos kam Willie B. im Mai 1988 in das für 4,5 Millionen US-Dollar neugebaute Freigehege Ford African Rain Forest, das zehn Prozent des damaligen Zoogeländes ausmachte. Dies war sein erster Aufenthalt im Freien seit seiner Ankunft im Zoo.
In den nächsten Jahren kamen weitere Gorillas in das Gehege. Willie B. fügte sich trotz seiner langjährigen Isolation schnell in das Sozialgefüge der Gruppe ein und wurde Vater von vier Töchtern, Kudzoo, Olympia, Sukari und Lulu, sowie einem Sohn Kidogo. Als Silberrücken übernahm er die Führung der Gruppe. Anfang Januar 2000 erkrankte Willie B. an Influenza, der eine Lungenentzündung folgte. Er starb im Februar desselben Jahres im Alter von 41 Jahren an Kardiomyopathie. An der von der Zooleitung abgehaltenen Gedenkveranstaltung nahmen mehr als 7000 Menschen teil. Die Trauerrede hielt der Bürgerrechtsaktivist und ehemalige Bürgermeister von Atlanta Andrew Young.

„And in setting him free, perhaps we sat ourselves free to help us learn that we can live together in peace with all of the animal that God has created.“

Eine Bronzestatue in einem kleinen Garten nahe dem Gorillagehege sowie eine Gedenktafel erinnern heute an Willie B. Die Statue ist ein Werk des Skulpteurs Edwin A. Bogucki und enthält die Asche des Gorillas. 2008 wurde sein Leben für den Dokumentarfilm Andrew Young Presents: Willie B. - The Greatest Ape verfilmt. Bereits 1998 benannten sich die Atlanta Ruckus in Atlanta Silverbacks um.